# Отскочное (Хлевенский район)
Отско́чное — село и административный центр Отскоченского сельсовета Хлевенского района Липецкой области на правом берегу реки Дона.

## Инфраструктура
Улицы — Новая, Озерная, Садовая, Свободы, Центральная и Шаболовка.

## История
Основано переселенцами из села Отскочного, что ныне в Краснинском районе. Крестьяне, переходившие на новые места, чаще всего новопостроенные церкви освящали в честь тех же святых, что и на прежнем месте.

## Население
| 1859 | 1897  | 2009 | 2010 |
| ---- | ----- | ---- | ---- |
| 1420 | ↗1956 | ↘650 | ↘596 |